# Mihail Popov
Mihail Popov (bulgarisch Михаил Попов, Michail Popow; * 16. April 1976 in Sofia, Bulgarien) ist ein französischer Badmintonspieler bulgarischer Herkunft.

## Karriere
Mihail Popov startet 2000 im Herrendoppel und -einzel an den Olympischen Sommerspielen im australischen Sydney noch für Bulgarien. Bei beiden Starts wurde er dabei jeweils 17. in der Endabrechnung. Nach den Olympischen Spielen wechselte er nach Frankreich und erntete für seine neue Heimat erste Lorbeeren bei den Czech International, wo er die Herrendoppelkonkurrenz gemeinsam mit Manuel Dubrulle gewann.

## Sportliche Erfolge
| Saison    | Veranstaltung                                 | Disziplin    | Platz | Name                               |
| --------- | --------------------------------------------- | ------------ | ----- | ---------------------------------- |
| 1992      | Romanian International                        | Herrendoppel | 1     | Svetoslav Stoyanov / Mihail Popov  |
| 1992      | Bulgarian International                       | Herrendoppel | 1     | Svetoslav Stoyanov / Mihail Popov  |
| 1993      | Bulgarien: Einzelmeisterschaften der Junioren | Herrendoppel | 1     | Svetoslav Stoyanov / Mihail Popov  |
| 1994      | Bulgarien: Einzelmeisterschaften der Junioren | Herrendoppel | 1     | Svetoslav Stoyanov / Mihail Popov  |
| 1994      | Bulgarien: Einzelmeisterschaften              | Herrendoppel | 1     | Svetoslav Stoyanov / Mihail Popov  |
| 1994      | Bulgarien: Einzelmeisterschaften              | Herreneinzel | 1     | Mihail Popov                       |
| 1995      | Bulgarien: Einzelmeisterschaften              | Herrendoppel | 1     | Svetoslav Stoyanov / Mihail Popov  |
| 1996      | Romanian International                        | Herrendoppel | 1     | Mihail Popov / Luben Panov         |
| 1996      | Romanian International                        | Herreneinzel | 1     | Mihail Popov                       |
| 1996      | Bulgarien: Einzelmeisterschaften              | Herreneinzel | 1     | Mihail Popov                       |
| 1997      | Bulgarian International                       | Herrendoppel | 1     | Svetoslav Stoyanov / Mihail Popov  |
| 1997      | Hungarian International                       | Herrendoppel | 1     | Mihail Popov / Svetoslav Stoyanov  |
| 1997      | Volant d’Or de Toulouse                       | Herrendoppel | 1     | Mihail Popov / Svetoslav Stoyanov  |
| 1997      | Bulgarien: Einzelmeisterschaften              | Herrendoppel | 1     | Svetoslav Stoyanov / Mihail Popov  |
| 1998      | Irish Open                                    | Herrendoppel | 1     | Michail Popov / Svetoslav Stoyanov |
| 1998      | Volant d’Or de Toulouse                       | Herrendoppel | 1     | Mihail Popov / Svetoslav Stoyanov  |
| 1998      | Bulgarien: Einzelmeisterschaften              | Herrendoppel | 1     | Svetoslav Stoyanov / Mihail Popov  |
| 1998      | Bulgarien: Einzelmeisterschaften              | Herreneinzel | 1     | Mihail Popov                       |
| 1999      | Austrian International                        | Herrendoppel | 1     | Svetoslav Stoyanov / Mihail Popov  |
| 1999      | Volant d’Or de Toulouse                       | Herrendoppel | 1     | Mihail Popov / Svetoslav Stoyanov  |
| 1999      | Czech International                           | Herrendoppel | 1     | Svetoslav Stoyanov / Mihail Popov  |
| 2000      | Olympia                                       | Herreneinzel | 17    | Mihail Popov                       |
| 2000      | Polish International                          | Herrendoppel | 2     | Svetoslav Stoyanov / Mihail Popov  |
| 2000      | Dutch International                           | Herrendoppel | 1     | Mihail Popov / Svetoslav Stoyanov  |
| 2001      | Czech International                           | Herrendoppel | 1     | Mihail Popov / Manuel Dubrulle     |
| 2002/2003 | Französische Hochschulmeisterschaft           | Herrendoppel | 1     | Manuelle Dubrulle / Mihail Popov   |
| 2002/2003 | Französische Meisterschaft                    | Herrendoppel | 1     | Manuel Dubrulle / Mihail Popov     |
| 2003      | Czech International                           | Herrendoppel | 1     | Mihail Popov / Manuel Dubrulle     |
| 2004      | Strasbourg Masters                            | Herrendoppel | 1     | Mihail Popov / Manuel Dubrulle     |
| 2005      | Bulgarian International                       | Herrendoppel | 1     | Mihail Popov / Svetoslav Stoyanov  |
| 2005      | Irish Open                                    | Herrendoppel | 1     | Mihail Popov / Svetoslav Stoyanov  |
| 2006/2007 | Französische Meisterschaft                    | Herrendoppel | 1     | Svetoslav Stoyanov / Mihail Popov  |